# Лос-Файос
Лос-Файос (ісп. Los Fayos) — муніципалітет в Іспанії, у складі автономної спільноти Арагон, у провінції Сарагоса. Населення — 153 особи (2010).
Муніципалітет розташований на відстані близько 230 км на північний схід від Мадрида, 80 км на захід від Сарагоси.

## Демографія
Динаміка населення (INE ):